# 丹野清彦
丹野 清彦（たんの きよひこ、別名・溝部清彦、1958年- ）は、日本の教育者・教育学者、琉球大学教授。

## 人物・来歴
大分大学教育学部卒。大分県で小学校教師ののち、琉球大学教育学研究科教授。

## 著書
- 『少年グッチと花マル先生』溝部清彦 著. 高文研, 2002.9
- 『子どもをハッとさせる教師の言葉』溝部清彦 著. 高文研, 2008.3
- 『ドタバタ授業を板書で変える 読んで書いてプチ討論ガラーッと変わる! カフェ風板書で子ども集中あったか授業』溝部清彦 著. 高文研, 2014.3
- 『今週の学級づくりあしたどうする』高文研, 2017.4
- 『子どもの願い いじめVS12の哲学』高文研, 2018.4
- 『子どもが変わるドラマのセリフ もっと話がうまくなる』高文研, 2020.4

### 共編著
- 『がちゃがちゃクラスをガラーッと変える 子どもとの対話に強くなる』篠崎純子, 溝部清彦 著. 高文研, 2006.3
- 『子どもと読みたい子どもたちの詩』溝部清彦 編著. 高文研, 2011.3
- 『班をつくろう』 (はじめての学級づくりシリーズ) 大和久勝共編著. クリエイツかもがわ, 2014.11
- 『リーダーを育てよう』 (はじめての学級づくりシリーズ) 大和久勝共編著. クリエイツかもがわ, 2015.5
- 『話し合いをしよう』 (はじめての学級づくりシリーズ) 大和久勝共編著. クリエイツかもがわ, 2016.4
- 『地味にすごい授業のチカラ』白尾裕志,多和田実共著. 沖縄タイムス社, 2017.3
- 『保護者と仲良く』 (はじめての学級づくりシリーズ) 大和久勝共編著. クリエイツかもがわ, 2017.8
- 『気になる子と学級づくり』 (はじめての学級づくりシリーズ) 大和久勝共編著. クリエイツかもがわ, 2018.7
- 『インクルーシブ授業で学級づくりという発想』関口武共著. クリエイツかもがわ, 2021.4
- 『感情コントロールに苦しむ子ども 理解と対応』楠凡之共著. 高文研, 2022.12